# La Romanichelle
Pour plus de détails, voir Fiche technique et Distribution.
La Romanichelle (Runaway Romany) est un film américain de George W. Lederer, sorti en 1917.

## Synopsis
Une jeune fille qui chante dans des cabarets se révèle être la fille de riche industrielle.

## Fiche technique
- Titre : La Romanichelle
- Titre original : Runaway Romany
- Réalisation : George W. Lederer
- Scénario : Marion Davies
- Pays d'origine : États-Unis
- Format : Noir et blanc - 1,33:1 - Film muet
- Genre : drame
- Date de sortie : 1917

## Distribution
- Marion Davies : la romanichelle
- Joseph Kilgour : Theodore True
- Matt Moore : Bud Haskell
- W.W. Bitner : Zelaya
- Boyce Combe : Hobart
- Pedro de Cordoba : Zinga
- Ormi Hawley : Anitra St. Clair
- Gladden James : « Inky » Ames